# 南岭角蟾
南岭角蟾（学名：Boulenophrys nanlingensis），一种分布于中国南方江西省、湖南省和广东省交界的南岭地区的两栖动物，模式产地为广东省韶关市乳源瑶族自治县南岭国家级自然保护区。隶属于角蟾科布角蟾属。其种加词“nanlingensis”意为“南岭的”。

## 形态特征
南岭角蟾体小，雄蟾体长30.5～37.3毫米。身体背部呈褐色，眶间具有一镶浅黄色边的深色三角形斑纹，躯干中心具有一镶浅黄色边的“X”形斑纹；小臂和后肢上的背侧具深褐色横纹；腹面为浅灰色，喉部有不清楚的纵向条纹，胸部有猩红色斑点，腹部灰白色，有深褐色大理石花纹。四肢腹面淡红色，散布白色斑点。

## 保护
本种于2023年被收录入《有重要生态、科学、社会价值的陆生野生动物名录》。